# Comuna delegada
Una comuna delegada es una división administrativa francesa que forma parte de una comuna nueva, y que consta de un perímetro, alcalde delegado y población, cuyo censo es actualizado cada año por el INSEE.

## Creación
Las comunas delegadas retienen el nombre y los límites territoriales de las comunas que participan en la fusión, excepto en los casos en que en la deliberación de los consejos municipales de dichas comunas, o en el consejo municipal de la comuna nueva resultante se considere que no son necesarias; siendo posible su creación, por decisión de dichos consejos municipales, a partir de las comunas que se fusionen, así como a partir de cada una de las comunas asociadas que estén integradas en dichas comunas en el momento de la creación de dicha comuna nueva. En este último caso, las comunas asociadas y la comuna en las que estaban dichas comunas asociadas pasarán todas a ser comunas delegadas.

## Formación
Cada comuna delegada dispone de:
- Un alcalde delegado,[4] designado por el ayuntamiento de la comuna nueva de la que forma parte, y que es, a su vez, oficial del estado civil y de la policía judicial, siendo encargado de la ejecución de las leyes y ordenanzas de dicha comuna delegada, pudiendo además, recibir todas aquellas delegaciones que le conciernan.[5][6][7]
- Un ayuntamiento delegado,[8] que es anexo al de la comuna nueva de la que forma parte, y en el que serán establecidos los actos de estado civil que conciernan a los habitantes de dicha comuna delegada.[9]

Eventualmente, si así lo decide el ayuntamiento de la comuna nueva, la comuna delegada podrá disponer de un consejo delegado, formado por el alcalde delegado y varios consejeros municipales, designados por el ayuntamiento de la comuna nueva entre los miembros de la misma. Así mismo, la comuna nueva podrá designar, entre dichos consejeros municipales cuantos tenientes de alcalde considere necesarios.

## Competencias
Las competencias generales del consejo comunal delegado son las siguientes:
- Distribuir los créditos presupuestarios que le son delegados por el consejo municipal de la comuna nueva sobre la base de un documento presupuestario denominado Estado especial de la comuna delegada, que son anexionados a los presupuestos de la comuna delegada.[11] También decide los créditos de inversión.[12]
- Deliberar sobre la implantación y el programa organizativo de todos los equipos sociales destinados a los habitantes de la comuna delegada, cuya realización está subordinada a la decisión del ayuntamiento y de cuya gestión se ocupa la comuna delegada (excepto en casos particulares).[13]
- Designar en su seno a los representantes de la comuna que la representarán en los organismos cuyo campo de acción se sitúe en dicha comuna delegada, y en los que la comuna deba ser representado en virtud de cualesquier disposición aplicable a estos organismos.[14][15]
- Se le pedirá su opinión en los informes y proyectos concernientes a asuntos que sean de aplicación o ejecución prevista total o parcial en dicha comuna delegada.
- Será consultado por la alcaldía de la comuna nueva sobre toda deliberación del consejo municipal sobre el plan de urbanismo o cualquier proyecto urbanístico que concierna a la comuna delegada.
- Será consultado por el ayuntamiento de la comuna nueva sobre la subvención que se le asigne a cualesquier organización cuya actividad se realice en dicha comuna delegada.[16]
- Le puede ser delegada la gestión de cualquier equipamiento de servicio comunal.

El consejo de la comuna delegada puede gestionar con el ayuntamiento de la comuna nueva cualquier asunto de la manera que considere necesaria sobre cualquier cuestión que afecte o interese a la comuna delegada.

## Otras competencias
Así mismo, a las comunas delegadas se les aplican las competencias secundarias establecidas en los artículos siguientes del código general de las colectividades francesas: L2113-2, L2113-11, L2113-12-1, L2113-17, L2113-17-1, L2113-18, L2113-19, L2213-23, L2213-24, L2511-9, L2511-10-1, L2511-11, L2511-12, L2511-13, L2511-18, L2511-19, L2511-20, L2511-21, L2511-22, L2511-23, L2511-24, la cuarta línea del artículo L2511-25; los artículos , L2511-26, L2511-28, L2511-29, L2511-30, L2511-31, L2511-32, L2511-33, L2511-41, L2511-43, L2511-44, así como el artículo 36 de la ley nº 82-1169, de 31 de diciembre de 1982, relativo a la organización administrativa de las Metrópolis de París, Marsella, Lyon, y las EPCIs, y que en este caso se aplica dicho artículo a las comunas delegadas.